# سیکوویا (اکلاهما)
سیکوویا(به انگلیسی: Sequoyah) شهری در ایالت اکلاهما کشور ایالات متحده آمریکا است که جمعیت آن در سرشماری سال ۲۰۱۰ میلادی، ۶۹۸ نفر بوده‌است.